# Bi-wiring

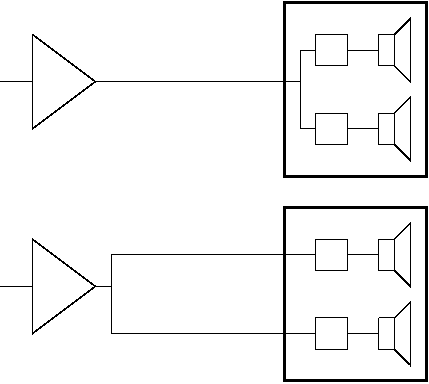
Усилитель и акустическая система с двумя громкоговорителями и разделительными фильтрами. Вверху: обычное соединение. Внизу: bi-wiring.

Bi-wiring (бивайринг, би-уайринг) — один из способов подключения акустической системы к усилителю, используемых в основном в Hi-Fi оборудовании.
При обычном подключении двужильный кабель соединяет усилитель и акустическую систему, и дальнейшее разделение полного частотного спектра между динамиками происходит внутри акустической системы с помощью встроенных фильтров НЧ и ВЧ. При подключении bi-wiring усилитель и акустическую систему соединяют две пары двужильных кабелей, также подающих одинаковый полный сигнал на фильтры, с той лишь разницей, что электрическая точка разделения этих цепей переносится с клемм АС на клеммы усилителя.
Некоторые слушатели считают, что подключение bi-wiring за счёт раннего разделения цепей и увеличения совокупного сечения кабеля уменьшает магнитное взаимодействие в кабеле, что позволяет добиться лучшей детальности звучания.
Однако, технический анализ показывает, что различия двухпроводного и четырёхпроводного подключений настолько малы, что не могут иметь какого-либо ощутимого влияния на качество звучания. Существует мнение, что bi-wiring — маркетинговый ход производителей АС и акустических кабелей.
Технологию bi-wiring не следует путать с технологией многополосного усиления bi-amping, которая также требует многопроводного подключения АС, и нашедшей широкое применение в концертном усилении звука, но единичное применение в бытовом.